# Пономаренко, Борис Николаевич
Борис Николаевич Пономаренко — советский хозяйственный, государственный и политический деятель, кандидат технических наук, профессор, заслуженный строитель Кубани, почётный строитель России, почётный строитель Южного федерального округа.

## Биография
Родился в 1925 году в селе Александрийское. Член КПСС.
Участник Великой Отечественной войны. С 1950 года — на хозяйственной, общественной и политической работе. В 1950—2010 гг. — строитель, участник строительства в Севастополе, Ялте, Симферополе, Ленинграде, Пензе, Армавире, Краснодаре, мастер, прораб, главный инженер, управляющий трестом, секретарь Краснодарского крайкома КПСС по строительству, профессор инженерно-строительного факультета КГАУ.
Делегат XXVI съезда КПСС.
Умер в Краснодаре в 2013 году.